# Уайнваур

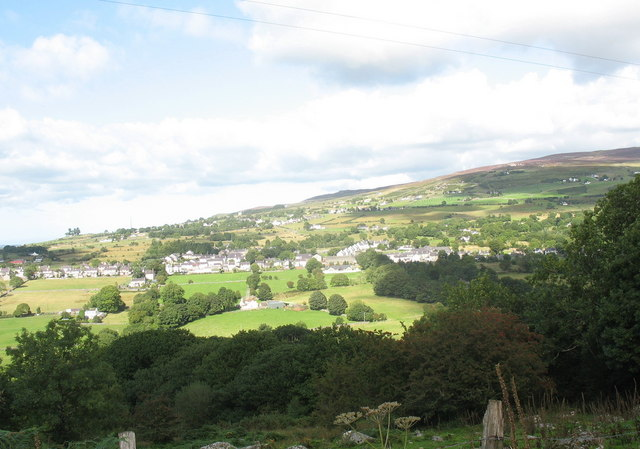
Уайнваур

Уа́йнваур (валл. Waunfawr — большая вересковая пустошь) — деревня в графстве Гуинет, что на севере Уэльса. Расположена на северном краю национального парка Сноудония, в 4-х км к юго-востоку от столицы графства города Карнарвон.
В 1877 г. в Уайнвауре была построена одноимённая железнодорожная станция «Узкоколейныx железныx дорог Северного Уэльса» (North Wales Narrow Gauge Railways), которая в 1921 г. перешла Валлийской нагорной железной дороге, чтобы обеспечить вывоз сланцев на станцию Рид-Ти. В 1936 г. закрыта для пассажирского движения и вновь начала работать в августе 2000 г.
В 1914 г. компания Маркони (Marconi’s Wireless Telegraph Company ) построила в деревне станцию беспроводного телеграфа, работавшую на длинных волнах. С 1922 г., когда во время гражданской войны в Ирландии была разрушена станция в Клифдене, уайнваурская станция обеспечивала связь между Лондоном и Канадой. В 1938 г. закрыта и в настоящее время используется для скалолазания.